# Overbrook
Overbrook és una població dels Estats Units a l'estat de Kansas. Segons el cens del 2000 tenia 947 habitants.

## Demografia
Segons el cens del 2000, Overbrook tenia 947 habitants, 367 habitatges, i 255 famílies. La densitat de població era de 664,8 habitants/km².
Dels 367 habitatges en un 29,7% hi vivien nens de menys de 18 anys, en un 59,4% hi vivien parelles casades, en un 6,8% dones solteres, i en un 30,5% no eren unitats familiars. En el 28,9% dels habitatges hi vivien persones soles el 17,2% de les quals corresponia a persones de 65 anys o més que vivien soles. El nombre mitjà de persones vivint en cada habitatge era de 2,36 i el nombre mitjà de persones que vivien en cada família era de 2,9.
Per edats la població es repartia de la següent manera: un 22,5% tenia menys de 18 anys, un 6,7% entre 18 i 24, un 24,3% entre 25 i 44, un 22,1% de 45 a 60 i un 24,5% 65 anys o més.
L'edat mediana era de 43 anys. Per cada 100 dones de 18 o més anys hi havia 76,9 homes.
La renda mediana per habitatge era de 37.772 $ i la renda mediana per família de 45.625 $. Els homes tenien una renda mediana de 31.484 $ mentre que les dones 25.625 $. La renda per capita de la població era de 23.309 $. Entorn del 2% de les famílies i el 5,3% de la població estaven per davall del llindar de pobresa.

## Poblacions més properes
El següent diagrama mostra les poblacions més properes.